# Telmatobius philippii
Telmatobius philippii là một loài ếch thuộc họ Leptodactylidae.
Đây là loài đặc hữu của Chile.
Môi trường sống tự nhiên của chúng là sông ngòi.